# Пушечно месо
„Пушечно месо“ е разговорен израз, отнасящ се до войници, които лесно ще бъдат пожертвани в бой. Фразата се използва в ситуация, при която войниците имат изключително малък или никакъв шанс за победа, например фронтална атака срещу укрепени картечни гнезда. Такива ситуации са често срещани в тактиката на окопната война, използвана в Първата световна война.
Фразата „пушечно месо“ се използва също и да подчертае разликата между пехотата и другите видове войски (артилерия, ВВС или ВМС), които по принцип имат много по-висока вероятност за оцеляване .
Изразът означава „месо за пушки“, с други думи "храна за оръдия" (на френски: chair à canon).